# Ariston Records
L'Ariston Records è stata una casa discografica italiana, attiva tra il 1964 e il 1989, appartenente al Gruppo Ariston s.r.l., che a propria volta possedeva le omonime Edizioni Discografiche e Musicali e gli studi di registrazione Ariston Studios.
Il suo logo iniziale - modificato nel corso degli anni - consisteva nella scritta Ariston, in caratteri minuscoli (salvo la prima lettera) di fantasia.

## Storia

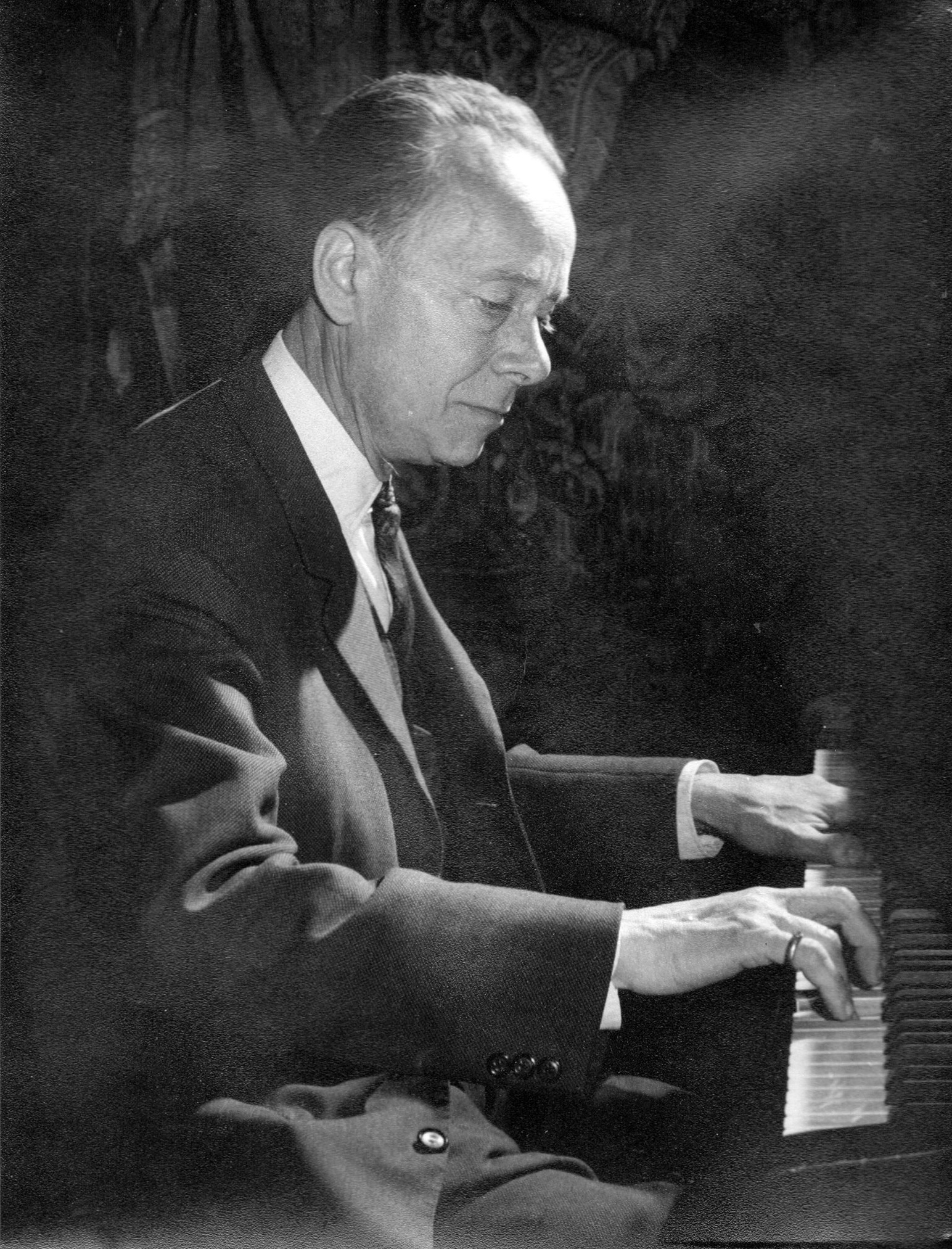
Alfredo Rossi (foto del 1988)

### L'esordio e il successo
La Ariston fu fondata nel 1964 da Alfredo Rossi, fratello del noto compositore Carlo Alberto Rossi, anch'egli discografico. Come molte case discografiche, nasce come emanazione della casa di edizioni musicali omonima, le Edizioni musicali Ariston.
Nel 1956 Carlo Alberto aveva lasciato le edizioni Ariston e fondato la C.A. Rossi Editore, per raccogliere la maggioranza delle sue composizioni, costituendo nel 1958 la CAR Juke Box s.r.l. (CAR è l'acronimo di Carlo Alberto Rossi).
Anche Alfredo decise allora di espandere l'attività, fondando all'inizio del 1964 la Ariston Records. La sede fu stabilita in una piazza privata, Piazzetta Pattari 1/3 a Milano; all'epoca numerose etichette discografiche (quali la Love-CLS, la Peer Edizioni Musicali, la Carisch, la Southern e la Clan di Celentano, ed altre) insediavano la loro sede legale e quella delle edizioni musicali in tale immobile, oppure nei palazzi intorno a Corso Vittorio Emanuele (Via privata Passarella, Galleria del Corso e viale Europa).  In breve tempo, divenne una delle aziende leader nel mondo discografico, al punto che Carlo Alberto per molti anni si affiderà alla Ariston per la distribuzione della CAR Juke Box.
Già in precedenza le edizioni musicali avevano avuto alcune emissioni discografiche sporadiche: un esempio sono le cartoline che cantano su etichetta Fonoscope, o il disco inciso da Sergio Endrigo nel 1959 con lo pseudonimo Notarnicola con due celebri canzoni del repertorio editoriale delle edizioni, Arrivederci e Nuvola per due di Umberto Bindi e Giorgio Calabrese (pubblicato con l'etichetta Picnic), ma si trattava di iniziative saltuarie e non ancora organizzate come iniziativa imprenditoriale autonoma.
Tra gli artisti sotto contratto per la Ariston negli anni sessanta c'erano Rosanna Fratello, I Corvi, Bruno Lauzi, Ornella Vanoni, Mino Reitano, Anna Identici, Franco Califano, gli Stormy Six, Giorgio Moroder e Giovanni Fenati, che inciderà usando anche lo pseudonimo Mirageman.

### Gli anni sessanta - settanta e l'impianto di San Giuliano Milanese

Gli studi della Ariston in via Gorki a San Giuliano Milanese, tratti da un dépliant pubblicitario dell'epoca.

La Ariston, nel corso degli anni sessanta, pur mantenendo la sede legale e le edizioni musicali in Piazzetta Pattari 1/3, trasferì le attività produttive in una fabbrica propria, unificandole e internalizzandole, potendo così anche supportare le etichette indipendenti ed i produttori. Lo stabilimento fu eretto in via Massimo Gorki 21 a San Giuliano Milanese; l'azienda, denominata IFI, era dotata di 22 presse per lo stampaggio dei dischi con una capacità di oltre 40 000 unità giornaliere, e di due sale di registrazione. Altri uffici si trovavano a Roma, in via Cantore 17. All'interno del complesso, nel quale oggi ha sede una società ma con la possibilità di ammirare gli studi di registrazione rimasti ancora come una volta, era inserito anche il magazzino ed il commerciale per la distribuzione della propria e di altre sottoetichette. Si trattava di un sistema - dalla registrazione al disco finito - già utilizzato dalla RCA Italiana, nell'impianto di via Tiburtina, in Roma, e che sarebbe stato ripresto dalla CGD, a Milano.
Con tale struttura organizzativa, la Ariston si proponeva anche quale distributore di etichette minori, come ad esempio la City Record, la Metropol e l'Ametiste, etichette da cui poi preleverà gli artisti di maggior successo (così avviene, ad esempio, con Nico e i Gabbiani). Altre etichette sono Ariston Auditorio Classico,Ariston Baby,Ariston Progressive,First,Jazz-Story,Jet,Made In Italy,Produzione Gnomo,Serie Evergreen,Super Oscar,The Touch,Victory Records.

Un 45 giri di Don Miko dell'Ariston (1964)

Un 45 giri di Alessandra Casaccia dell'Ariston (1969)

Proseguiva l'attività di scouting e di attrazione di artisti da altre etichette, oltre che un potenziamento dell'organico e della struttura in modo da poter competere con altre realtà nazionali e internazionali, anche acquisendo management da altre aziende del settore. Così, nel 1965 Guido Ardizzone viene nominato direttore dell''ufficio stampa 1966 Giampiero Simontacchi vice presidente. 
1966 Umberto Bindi lasciò la CGD per passare alla Ariston, mentre nel 1967, nello staff della casa discografica entrò anche Mara Maionchi, restandoci fino al 1969, anno in cui sarebbe passata alla neo fondata Numero Uno. In quel periodo, si cercò di potenziare la visibilità degli artisti sotto contratto, portando a Sanremo quelli reputati maggiormente interessanti, quali Ornella Vanoni. Nel 1968 vennero create tre ulteriori nuove etichette, con l'obiettivo di curare il lancio di nuovi talenti: la First, più attenta a produzioni d'avanguardia, la Victory e la Jet, assieme ad una serie economica, la Oxford.
Nel 1968 direttore generale di Ariston Records venne nominato Romano di Bari, Bob Lumbroso per Ariston Music, e Pier Tacchini per Ariston Records International. 
Oltre a questo, la Ariston cedette i propri cataloghi in licenza a etichette straniere quali la Discophon di Toronto  e si dedicò alla distribuzione, su licenza, di ulteriori interi cataloghi, quali quelli delle Phonovox (Australia), Helladisc (Grecia).
Gli anni settanta videro così la Ariston fra i player del settore. I nomi più noti lanciati saranno i Nuova Idea, Gilda Giuliani, l'Equipe 84, i Dik Dik, Claudio Rocchi, Rodolfo Grieco e Victor Bach. Tuttavia, la crisi generale della discografia non risparmierà neppure la casa discografica milanese.

### La "Ariston Music". Gli anni ottanta e la chiusura
Negli anni ottanta la Ariston muta ragione sociale in "Ariston Music", avendo cessato, di fatto, di produrre, e limitandosi a stampare e distribuire come terzista nomi come i Matia Bazar, Donatella Rettore, e Fiorella Mannoia. Alla crisi del settore, si aggiungevano i costi dell'immobile di San Giuliano Milanese, oramai pressoché inutilizzato, e l'assenza - di fatto - di artisti commerciali; i nuovi nomi della musica si rivolgevano alle multinazionali, in grado di garantire una promozione maggiore e - grazie al loro capitale-  un maggiore rischio su più artisti. Mentre il 45 giri veniva di fatto messo fuori mercato, lo stesso LP veniva soppiantato dal prodotto compact disc, in grado di racchiudere la stessa quantità di musica in forma digitale. L'ultimo direttore generale della Ariston, Riccardo Benini, chiarì in un'intervista come una piccola casa discografica non fosse in grado di reggere i costi di tale supporto, avendo oltretutto un catalogo appetibile per un pubblico che non avrebbe speso per l'hardware (il lettore) necessario al nuovo supporto, operazione invece effettuata dalle giovani generazioni dell'epoca, per ascoltare gli artisti nuovi degli anni ottanta. Stephen Schlaks, uno dei nomi più venduti dalla Ariston, era passato dai 70.000 LP venduti ai soli 2.700 CD in due anni, rendendo antieconomico per la Ariston anche far stampare esternamente il prodotto.
Nel 1987 la casa discografica venne rilevata da Enrico Rovelli che, nello stesso periodo, aveva acquistato la Durium e ne stava tentando una ristrutturazione aziendale, abbandonando lo stabilimento di produzione e stampa di Erba, e gli studi di registrazione di piazza Napoli. Acquisendo anche la Ariston, Rovelli costituì una società ad hoc, la Kono Records, con l'intenzione di mantenere unificato il catalogo di entrambe le aziende, cedendo le strutture e gli immobili della Ariston. La magistratura bloccò l'operazione per alcune operazioni poco chiare nel risanamento del deficit eccessivo delle due case discografiche. 
Al pari della Durium, la Ariston fu chiusa nel 1989, rilasciando gli uffici di Milano, Roma, e quelli di San Giuliano Milanese. La Kono - pur inglobando alcuni artisti di entrambe le etichette - nacque come realtà discografica nuova, inglobando alcuni artisti delle due ex major. 
A terminare definitivamente il percorso, la sotto etichetta AR13 - La Fucina, la cui direzione fu affidata ad Andrea Rossi (figlio di Alfredo) con la collaborazione di Roberto Pacco, che pubblicò nel 1995 "Prigioniero" dei Politbüro e "Amsterdam" dei McAllan, prodotto da Paolo Baltaro e Fabrizio Consoli.

## Il marchio e il catalogo Ariston
Il catalogo Ariston - in gran parte mai più ristampato per carenza di domanda - è stato ceduto tramite asta, nel 1990, alla Ricordi, assieme alle matrici e ai diritti di sfruttamento, passando poi, assieme alla stessa Ricordi, a BMG e, successivamente, nel 2008, alla Sony, allorché quest'ultima incorporò la multinazionale tedesca. Il marchio Durium s.p.a. fu ceduto ad un soggetto terzo, che non poté utilizzarlo per ristampare i dischi del catalogo ceduto, né per nuove produzioni. Il marchio Ariston non risulta essere stato più impiegato.

## Il campus della Ariston
Gli uffici di Piazzetta privata Pattari 1/3 sono stati riutilizzati da altre società. Il campus della Ariston - in via Gorki 21 - composto dai due blocchi, è tuttora esistente; parzialmente modificato per servire ad attività diverse e fra loro separate, è stato ceduto ed è in uso a soggetti terzi.

## L'etichetta

L'etichetta dei 45 giri dell'Ariston degli anni '60

Nel corso degli anni, l'etichetta della Ariston ha subito cambiamenti ed evoluzioni, mantenendo però sempre il logo inventato dallo stesso Rossi.

## Sottoetichette
- Oxford
- Gli Oscar Del Disco
- Super Oscar
- AR13

## Dischi
La datazione qui riportata si basa sull'etichetta del disco o sulla copertina; qualora nessuno di questi elementi abbia una datazione, è basata sulla numerazione del catalogo; talora è, infine, basata sul codice della matrice di stampa. Se esistenti, sono riportati, oltre all'anno, il mese e il giorno (quest'ultimo dato si trova, a volte, stampato sul vinile).

### 33 giri
| Numero di catalogo | Anno             | Interprete               | Titoli                                                 |
| ------------------ | ---------------- | ------------------------ | ------------------------------------------------------ |
| AR 0119            | 1966             | The Renegades            | Una sera al Piper n° 1                                 |
| AR 0150            | 1966             | Sonny Maton              | At The Organ And Piano                                 |
| AR 0151            | 1966             | Anna Identici            | Un bene grande così                                    |
| AR 0152            | 1966             | I Corvi                  | Un ragazzo di strada                                   |
| AR 0154            | 1966             | Esecutori vari           | I promessi sposi                                       |
| AR 0162            | 1967             | The Renegades            | Half and half                                          |
| AR 0187            | 1967             | Bruno Lauzi              | I miei giorni                                          |
| AR 10020           | 1968             | Ornella Vanoni           | Ai miei amici cantautori                               |
| AR 10024           | 1969             | Ornella Vanoni           | Ai miei amici cantautori n° 2                          |
| AR 10026           | 1969             | Mario Guarnera           | Congratulations                                        |
| AR 10027           | 1969             | Nico e i Gabbiani        | Successi di ieri e di oggi                             |
| AR 10031           | 1969             | Mino Reitano             | Mino canta Reitano                                     |
| AR 10034           | 1969             | Anna Identici            | Anna Identici                                          |
| AR 10035           | 1969             | Stormy Six               | Le idee di oggi per la musica di domani                |
| AR 10043           | 1969             | Mirageman                | Music cocktail                                         |
| AR 11001           | 1969             | Carmelo Pagano           | Melodie eterne                                         |
| AR 11005           | 1969             | Mirageman                | Per voi giovani                                        |
| AR 11007           | 1969             | Autori vari              | Strepitoso                                             |
| AR 11011           | 1969             | Mirageman                | Thrilling                                              |
| AR 11020           | 1970             | Claudio Rocchi           | Viaggio                                                |
| AR 11030           | 1971             | Mirageman                | Alto gradimento                                        |
| AR 11053           | Novembre 1971    | Bruno Lauzi              | Questo sono io                                         |
| AR 12034           | 1971             | Ornella Vanoni           | Appuntamento con Ornella Vanoni                        |
| AR 12053           | 1971             | Autori vari              | Al festival di Viareggio 1971                          |
| AR 12058           | Dicembre 1971    | Giovanna                 | Una corsa pazza                                        |
| AR 12061           | 1971             | Nuova Idea               | In the Beginning                                       |
| AR 12062           | 1971             | Mario Barbaja            | Argento (...quando il nostro amore diventa libertà...) |
| AR 12066           | 1971             | Victor Bacchetta         | Organ & Piano                                          |
| AR 12067           | 1971             | Claudio Rocchi           | Volo magico n. 1                                       |
| AR 12070           | 1972             | Bruno Martino            | Ieri, oggi e sempre                                    |
| AR 12071           | Aprile 1972      | Ornella Vanoni           | Un gioco senza età                                     |
| AR 12072           | 1972             | Mirageman                | Thunder and lightning                                  |
| AR 12074           | 1972             | Simon Luca               | Per proteggere l'enorme Maria                          |
| AR 12075           | 1972             | Nuova Idea               | Mr. E.Jones                                            |
| AR 12076           | 1972             | Mario Barbaja            | Megh                                                   |
| AR 12081           | 1972             | Bruno Martino            | I remember 1940                                        |
| AR 12083           | 1972             | Victor Bacchetta         | Dance to it                                            |
| AR 12088           | 1972             | Claudio Rocchi           | La norma del cielo (Volo magico n.2)                   |
| AR 12091           | 1973             | Gilda Giuliani           | Gilda Giuliani                                         |
| AR 12098           | 1973             | Bruno Martino            | I remember 1945                                        |
| AR 12100           | 1973             | Nuova Idea               | Clowns                                                 |
| AR 12102           | 1973             | Simon Luca               | E la mia mente?                                        |
| AR 12104           | Agosto 1973      | Giovanna                 | Ho passato un brutto inverno                           |
| AR 12106           | Settembre 1973   | Massimiliano Soccini     | Massimiliano Soccini                                   |
| AR 12107           | 1973             | Equipe 84                | Dr. Jekyll e Mr. Hyde                                  |
| AR 12108           | Luglio 1973      | Ernesto Bassignano       | Ma...                                                  |
| AR 12112           | 1973             | Claudio Rocchi           | Essenza                                                |
| AR 12114           | 1973             | Stormy Six               | Guarda giù dalla pianura                               |
| AR 12118           | 1973             | Bruno Martino            | I remember 1945                                        |
| AR 12122           | Marzo 1974       | Gilda Giuliani           | Oggi un anno                                           |
| AR 12124           | 1974             | Maurizio Vandelli        | Madeleine, anatomia di un incubo                       |
| AR 12132           | 1974             | I Vianella               | Quanto sei Vianella...Roma                             |
| AR 12133           | 1974             | Track                    | Track rock                                             |
| AR 12134           | 1974             | Equipe 84                | Sacrificio                                             |
| AR 12135           | 1974             | Claudio Rocchi           | Il miele dei pianeti, le isole, le api                 |
| AR 12137           | 1974             | Bruno Martino            | I remember 1950                                        |
| AR 12141           | 1974             | Milly con Pino Calvi     | Tante storie d'amore e di follia                       |
| AR 12150           | Ottobre 1974     | Gilda Giuliani           | Si comincia                                            |
| AR 12228           | 1975             | Luciano Basso            | Voci                                                   |
| AR 12058           | Settembre 1975   | Giovanna                 | Una storia quasi vera                                  |
| AR 12261           | 1975             | Le Figlie del Vento      | E che c'entriamo noi con i guai del mondo              |
| AR 12263           | 1975             | Bruno Martino            | I love you...                                          |
| AR 12268           | 1975             | Gianni D'Errico          | Antico teatro da camera                                |
| AR 12272           | 1975             | I Vianella               | Vestiti, usciamo                                       |
| AR 12273           | Ottobre 1975     | Mario Barbaja            | New York bazar (old curiosity shop)                    |
| AR 12279           | 1975             | Claudio Rocchi           | Rocchi                                                 |
| AR 12283           | 1976             | Matia Bazar              | Matia Bazar 1                                          |
| AR 12290           | 1976             | I Vianella               | Napoli 20 anni dopo                                    |
| AR 12293           | 1976             | Claudio Rocchi           | Suoni di frontiera                                     |
| AR 12300           | 1976             | Nova                     | Blink                                                  |
| AR 12307           | 1977             | Carlo Pierangeli e Milly | Goliardia anni '30                                     |
| AR 12309           | 1977             | Bruno Martino            | I remember 1955                                        |
| AR 12316           | 1977             | Carlo Alberto Rossi      | Sempre                                                 |
| AR 12320           | 1977             | Matia Bazar              | Gran Bazar                                             |
| AR 12325           | 1977             | Luciano Rossi            | L'amore, la mano, la luna                              |
| AR 12326           | 1977             | Matia Bazar              | L'oro dei Matia Bazar                                  |
| AR 12333           | 1978             | Luciano Basso            | Cogli il giorno                                        |
| AR 12336           | 1978             | Esecutori vari           | Ciao                                                   |
| AR 12337           | 1978             | Bruno Martino            | Night Games                                            |
| AR 12341           | 27 novembre 1978 | Mario Barbaja            | Made in Hong Kong                                      |
| AR 12344           | Dicembre 1978    | Francesco Magni          | Il paese dei bugiardi                                  |
| AR 12345           | Dicembre 1978    | Matia Bazar              | Semplicità                                             |
| AR 12347           | Dicembre 1978    | Julio Iglesias           | L'oro di Julio Iglesias                                |
| AR 12353           | 1979             | Donatella Rettore        | Brivido Divino                                         |
| AR 12354           | 1979             | Luciano Basso            | Frammenti tonali                                       |
| AR 12359           | 1979             | Matia Bazar              | Tournée                                                |
| AR 12367           | 1979             | Francesco Magni          | Cocò                                                   |
| Arm 42005          | 28 agosto 1979   | Bruno Venturini          | Bruno Venturini sings Mario Lanza                      |
| AR 12374           | 1980             | Luciano Basso            | Luciano Basso                                          |
| AR 12376           | 1980             | Barnaba                  | Barnaba                                                |
| AR 12377           | 1980             | Donatella Rettore        | Magnifico Delirio                                      |
| AR 12380           | 1980             | Bruno Martino            | Il pianoforte e tu                                     |
| AR 12383           | 1980             | Matia Bazar              | Il tempo del sole                                      |
| AR 12385           | 1981             | Marinella                | Ma lascia stare, ma chi te lo fa fare                  |
| AR 12387           | 3 aprile 1981    | Donatella Rettore        | Estasi clamorosa                                       |
| AR 12398           | 12 maggio 1982   | Donatella Rettore        | Kamikaze Rock 'n' Roll Suicide                         |
| AR 12403           | 1983             | Bruno Martino            | Inconfutabilmente mia                                  |
| AR QALP/5          | 1984             | Fiorella Mannoia         | Premiatissima                                          |
| AR 12422           | 1985             | Umberto Bindi            | Bindi                                                  |
| AR 12424           | 1985             | Fiorella Mannoia         | Momento delicato                                       |
| AR 12429           | 1986             | Fiorella Mannoia         | Fiorella Mannoia                                       |
| AR QALP/6          | 1986             | Bruno Martino            | Innamorarsi mai                                        |
| AR CD102           | 1989             | Caterina Valente         | A Briglia Sciolta                                      |
| AR CD103           | 1991             | Bruno Martino            | Lasciamo che sia il tempo                              |

### Linea D (mini LP)
| Numero di catalogo | Anno | Interprete      | Titoli                |
| ------------------ | ---- | --------------- | --------------------- |
| AZRL 101           | 1982 | Accademia       | Accademia In Classics |
| AZRL 102           | 1983 | Gilda Giuliani  | Portami con te        |
| AZRL 103           | 1983 | Mario Acquaviva | Mario Acquaviva       |
| AZRL 104           | 1983 | Enzo Miceli     | Chaea                 |
| AZRL 106           | 1985 | Marina Pagano   | La vita mia           |

### 45 giri
| Numero di catalogo | Anno    | Interprete                           | Titoli                                                                                                  |
| ------------------ | ------- | ------------------------------------ | --- |
| AR 013             | 1964    | Don Marino Barreto Junior            | La mamma/Chi non lo sa                                                                                  |
| AR 014             | 1964    | Leo Santo                            | Ma tu non credi/Quando tu                                                                               |
| AR 015             | 1964    | Lello Caravaglios                    | Triglie e carbone/Che cosa sei...                                                                       |
| AR 016             | 1964    | Jaky Davin                           | La differenza/Non togliere... (il tappo alla barca)                                                     |
| AR 017             | 1964    | Don Miko                             | Gente...che ragazza!/Non hai più niente per me                                                          |
| AR 020             | 1964    | Audrey                               | Si dice sempre sono giovani/Per questo sbagliai                                                         |
| AR 021             | 1964    | I 4 di Lucca                         | Maria Cristina/Cerco un amore per l'estate                                                              |
| AR 022             | 1964    | I 4 di Lucca                         | Lo sai domani che faremo/Adesso non ci sto                                                              |
| AR 025             | 1964    | Gianni Mascolo                       | Da quando sei andata via/Ci penserei                                                                    |
| AR 026             | 1965    | Vik Medaglia                         | Dillo francamente/Lena                                                                                  |
| AR 027             | 1965    | I 4 di Lucca                         | Blue beat/Aspetterò                                                                                     |
| AR 028             | 1965    | Mike Bongiorno                       | Natale Con Mike                                                                                         |
| AR 029             | 1965    | Claude Trenet junior                 | Lui non è come me/Le ore dell'amore                                                                     |
| AR 030             | 1965    | Gianni Mascolo                       | Di fronte all'amore/Innamoratamente                                                                     |
| AR 031             | 1965    | Audrey                               | Prima o poi/Più amici diventiamo                                                                        |
| AR 032             | 1965    | Don Miko                             | E poi verrà l'autunno/Non ti scusare                                                                    |
| AR 034             | 1965    | Maria Doris                          | La finta tonta/So che tornerai                                                                          |
| AR 036             | 1965    | Don Marino Barreto Junior            | Dammi tempo/Qualcuno ha parlato                                                                         |
| AR 037             | 1965    | Bruno Martino                        | Baciami per domani/Fai male                                                                             |
| AR 038             | 1965    | Wladimiro                            | La canzone dell'amico/Polyusko Polye                                                                    |
| AR 039             | 1965    | Bruno Martino                        | Ci rivedremo/Giorni di sole/6X6=36                                                                      |
| AR 040             | 1965    | Anna Identici                        | Un bene grande così/Mamma babbo surf                                                                    |
| AR 041             | 1965    | Don Miko                             | Abbasso te/Un giorno intero                                                                             |
| AR 042             | 1965    | Gianni Mascolo                       | Innamoratamente/Nessuna al mondo                                                                        |
| AR 047             | 1965    | Audrey                               | Alto come me/Perché fai così                                                                            |
| AR 051             | 1965    | Paola Neri                           | T'amo più di lei/Pensa a me                                                                             |
| AR 061             | 1965    | Pepito e il suo accordeon            | A media luz/El choclo                                                                                   |
| AR 062/063         | 1965    | Pepito e il suo accordeon            | Hernando un caffè/La paloma                                                                             |
| AR 081/082         | 1965    | Bruno Martino                        | E la chiamano estate/La ragazza di Ipanema                                                              |
| AR 083/084         | 1965    | Don Miko                             | O credi agli amici o credi a me/Giura/Torna da me                                                       |
| AR 086/087         | 1965    | Franco Califano                      | Ti raggiungerò/Amica malinconia                                                                         |
| AR 088             | 1965    | Paola Neri                           | Chiaro come il sole/Mi ricorderò di te                                                                  |
| AR 090/091         | 1965    | Leonardo                             | Joanathan/E va, se hai deciso                                                                           |
| AR 097/080         | 1965    | The Hary Stones                      | Shame and scandal in the family/Sciagada                                                                |
| AR 0101            | 1965    | The Renegades                        | Cadillac/Bad bad baby                                                                                   |
| AR 0104/105        | 1965    | Wladimiro                            | Elena di Atene/Melania                                                                                  |
| AR 0107            | 1965    | Maria Doris                          | Fin che la va...!/Bionda bionda                                                                         |
| AR 0108            | 1965    | Big Ben's                            | Una ragazza facile/Tu non sai niente dell'amore                                                         |
| AR 0109            | 1965    | Big Ben's                            | Come vuoi tu/Tu non sai niente dell'amore                                                               |
| AR 0110            | 1965    | Big Ben's                            | Allontanati da me/Memphis, Tennessee                                                                    |
| AR 0111            | 1966    | Anna Identici                        | Una rosa da Vienna/Uno ha bisogno dell'altro                                                            |
| AR 0112            | 1966    | The Renegades                        | Un giorno tu mi cercherai/Una rosa da Vienna                                                            |
| AR 0115            | 1966    | Bruno Martino                        | Ora.../Soli tra la gente                                                                                |
| AR 0120            | 1966    | Big Ben's                            | Come vuoi tu/C'è chi per amore                                                                          |
| AR 0121            | 1966    | Giancarlo Giannini                   | Lettere d'amore/Lettere d'amore (strumentale)                                                           |
| AR 0122            | 1966    | The Hary Stones                      | Domenica è per noi/Sette voci                                                                           |
| AR 0123            | 1966    | The Renegades                        | Thirteen Women/Don't Run to Me                                                                          |
| AR 0124            | 1966    | Maria Doris                          | La branda/Il mio sciù sciù                                                                              |
| AR 0125            | 1966    | Don Miko                             | Michelle/Non verrà                                                                                      |
| AR 0127            | 1966    | Anna Identici                        | Una lettera al giorno/Sempre così                                                                       |
| AR 0129            | 1966    | Audrey                               | Quattro piccoli soldati/I ragazzi dal bacio facile                                                      |
| AR 0130            | 1966    | Bruno Lauzi                          | La donna del sud/Domani ti diranno                                                                      |
| AR 0131            | 1966    | Paola Neri                           | Juanita Banana/Madrigale al Cordobes                                                                    |
| AR 0134            | 1965    | Bruno Martino                        | E la chiamano estate/Dimmi che lo sai                                                                   |
| AR 0135            | 1966    | Vasso Ovale                          | Un amore grande/Tutti hanno una ragazza                                                                 |
| AR 0136            | 1966    | I Corvi                              | Un ragazzo di strada/Datemi una lacrima per piangere                                                    |
| AR 0137            | 1966    | The Renegades                        | Cadillac/Se morisse il sole                                                                             |
| AR 0139            | 1966    | Big Ben's                            | Pensare a te/Un long playing di baci                                                                    |
| AR 0141            | 1966    | Bruno Lauzi                          | Mae ben/A 'rappa                                                                                        |
| AR 0144            | 1966    | Bruno Martino                        | Prova a darmi un bacio/Mai e poi mai                                                                    |
| AR 0145            | 1966    | Anna Identici                        | Il bene che mi dai/Ben tornato a casa                                                                   |
| AR 0146            | 1966    | Enrico Simonetti                     | Ti raggiungerò/Amica malinconia                                                                         |
| AR 0147            | 1966    | Gian Piero Reverberi / Franco Pisano | E la chiamano estate / Soli tra la gente                                                                |
| AR 0149            | 1966    | Papete                               | Dai vieni giù/Pensare a te                                                                              |
| AR 0148            | 1966    | Gianfranco Tadini                    | La donna del sud/Joanathan                                                                              |
| AR 0153            | 1966    | Giancarlo Giannini                   | Non guardare le vetrine / Baby baby                                                                     |
| AR 0155            | 1966    | Red Barret                           | Stille Nacht/Ninna nanna di Brahms                                                                      |
| AR 0157            | 1966    | Bruno Lauzi                          | Una storia/Domenica d'amore                                                                             |
| AR 0158            | 1966    | I Ragazzi del Sole                   | Atto di forza n° 10/So che tu non credi                                                                 |
| AR 0159            | 1966    | Phase 4                              | What do you say about that/Think I'll sit down and cry                                                  |
| AR 0160            | 1966    | The Simbols                          | See You In September/To Make You Smile Again                                                            |
| AR 0161            | 1966    | I Corvi                              | Bang bang/Che notte ragazzi                                                                             |
| AR 0163            | 1966    | The Renegades                        | That song really knocks me/You're gonna loose her loving                                                |
| AR 0164            | 1966    | Giancarlo Giannini                   | La piccola vedetta lombarda/Dagli Appennini alle Ande/Il piccolo scrivano fiorentino/Il tamburino sardo |
| AR 0166            | 1966    | Franchino, Grazia e Cristina         | Ho visto la mamma baciare...Babbo Natale/Rudolph dal naso rosso                                         |
| AR 0167            | 1967    | The Renegades                        | John Fitzgerald Kennedy/Il più grande amore                                                             |
| AR 0168            | 1967    | Leonardo                             | Pioggia nelle strade/Giù in città                                                                       |
| AR 0184            | 1967    | Audrey                               | I ragazzi dal bacio facile/Op-là                                                                        |
| AR 0191            | 1967    | Mario Guarnera                       | La musica è finita/Se di notte                                                                          |
| AR 0192            | 1967    | Anna Identici                        | Tanto tanto caro/Una stretta di mano                                                                    |
| AR 0196            | 1967    | Pierfranco Colonna                   | Quando un uomo non sa amare/Anche lei lo sa                                                             |
| AR 0197            | 1967    | I Corvi                              | Sospesa ad un filo/Luce                                                                                 |
| AR 0198            | 1967    | Bob Mitchell e la sua Orchestra      | This is my song/Blue bolero                                                                             |
| AR 0199            | 1967    | Gospel                               | Capisci Bob Dylan?Per favore tirate fuori la vostra testa dalla terra                                   |
| AR 0200            | 1967    | Lella                                | Mini amore/Caro amico mio                                                                               |
| AR 0201            | 1967    | Gianni Mascolo                       | Noi/L'hai detto tu                                                                                      |
| AR 0202            | 1967    | Leonardo                             | L'erba verde di casa mia/Questa specie d'amore                                                          |
| AR 0203            | 1967    | I Lords                              | Non son contento/Il giorno che tornerai                                                                 |
| AR 0204            | 1967    | Mario Guarnera                       | Mille ricordi/Quello che non è gloria (vicino a te)                                                     |
| AR 0205            | 1967    | Ornella Vanoni                       | Tristezza (per favore va via...)/Il mio posto qual è                                                    |
| AR 0206            | 1967    | I Ragazzi del Sole                   | Il gatto di notte/...e la terra si allontana                                                            |
| AR 0207            | 1967    | Bruno Martino                        | Sabato sera/Storia al mare                                                                              |
| AR 0212            | 1967    | I Bruzi                              | Ero l'attendente del Kaiser/Un cuore di sasso                                                           |
| AR 0214            | 1967    | I Ragazzi del Sole                   | Non c'è tempo di aspettare/Per vivere insieme                                                           |
| AR 0215            | 1967    | Bruno Martino                        | Che cosa sei di bello/E non sbattere la porta                                                           |
| AR 0218            | 1967    | Ornella Vanoni                       | Cordialmente/Amai                                                                                       |
| AR 0219            | 1967    | Bruno Lauzi                          | Il cuore di Giovanna/Semplicissimo                                                                      |
| AR 0221            | 1967    | The Hippies                          | Al bar del corso/L'inno degli hippies                                                                   |
| AR 0222            | 1967    | Anna Identici                        | Non passa più/Al bar del corso                                                                          |
| AR 0223            | 1967    | Pierfranco Colonna                   | Sotto gli alberi gialli/Un uomo senza pietà                                                             |
| AR 0227            | 1967    | I Corvi                              | Quando quell'uomo ritornerà/Si prega sempre quando è tardi                                              |
| AR 0229            | 1967    | Mirageman                            | Thrilling/Gulp                                                                                          |
| AR 0231            | 1967    | Mino Reitano                         | Avevo un cuore (che ti amava tanto)/Liverpool addio                                                     |
| AR 0232            | 1967    | I Moschettieri                       | Il tempio dell'amore/Un'anima perduta                                                                   |
| AR 0233            | 1967    | Le Volpi                             | Ma ti prego/Io penso solo a me                                                                          |
| AR 0234            | 1967    | I Bruzi                              | Massachusetts/Il mio giorno magico                                                                      |
| AR 0236            | 1967    | Maria Doris                          | Champagne e gazzosa/Non so fare a meno di te                                                            |
| AR 0237            | 1967    | Nico e i Gabbiani                    | Amore/Qualcosa resterà                                                                                  |
| AR 0238            | 1967    | Ornella Vanoni                       | Senza di te/Ore d'amore                                                                                 |
| AR 0241            | 1967    | Mario Guarnera                       | Un uomo piange solo per amore/Un altro momento                                                          |
| AR 0242            | 1968    | Anna Identici                        | Quando m'innamoro/Cielo mio                                                                             |
| AR 0243            | 1968    | Umberto Bindi                        | Per vivere/Storia al mare                                                                               |
| AR 0245            | 1968    | Gianni Mascolo                       | Guardando il sole/Fai un po' quello che vuoi                                                            |
| AR 0246            | 1968    | Rinaldo Ebasta                       | Bonnie e Clyde/Vado pazzo per Lola                                                                      |
| AR 0247            | 1968    | Nico e i Gabbiani                    | Ritornerà l'estate/Amore                                                                                |
| AR 0251            | 1968    | Vasso Ovale                          | Amerò solo te/Prendila come vuoi                                                                        |
| AR 0252            | 1968    | Alessandra Casaccia                  | Vedo il sole a mezzanotte/Quel ragazzo che non sorride mai                                              |
| AR 0253            | 1968    | Roby e gli Hippies                   | Lisa/Pilar                                                                                              |
| AR 0254            | 1968    | Anna Identici                        | Non calpestate i fiori/Non mi cambierai                                                                 |
| AR 0255            | 1968    | Ulisse e le lunghe storie            | Guardo le luci spegnersi/Oggi non va                                                                    |
| AR 0257            | 1968    | Anna Cortinovis                      | Facciamo il pata-pata/Sparo!                                                                            |
| AR 0258            | 1968    | I Jelly Roll                         | Nights In White Satin/Io lo chiamo amore                                                                |
| AR 0259            | 1968    | Leonardo                             | La nostra favola/Io per lei                                                                             |
| AR 0264            | 1968    | Orchestra Joe Marvin                 | To give (Io per lei)/Delilah (La nostra favola)                                                         |
| AR 0270            | 1968    | Mario Guarnera                       | Congratulations/Lascia perdere                                                                          |
| AR 0271            | 1968    | I Bruzi                              | Il tempo che ho non basterà/Sappi che morirò                                                            |
| AR 0272            | 1968    | Bruno Martino                        | Che sarà di noi/Quando un giorno                                                                        |
| AR 0273            | 1968    | Rodolfo Grieco                       | Prima d'incontrare te/Non fossi stato io                                                                |
| AR 0281            | 1968    | Mino Reitano                         | Una chitarra, cento illusioni/Per un uomo solo                                                          |
| AR 0283            | 1968    | Carmelo Pagano                       | Il mio amore vivrà/Mi hai dato un'anima                                                                 |
| AR 0284            | 1968    | Mario Guarnera                       | Non c'è pace per me/Navi                                                                                |
| AR 0285            | 1968    | Leonardo                             | La freccia nera/Il bene che volevo a lei                                                                |
| AR 0288            | 1968    | I Corvi                              | Che strano effetto/C'è un uomo che piange                                                               |
| AR 0289            | 1968    | Rinaldo Ebasta                       | Uomo aiutami tu/Mille volte no                                                                          |
| AR 0290            | 1968    | Bruno Lauzi                          | Garibaldi blues/Il poeta                                                                                |
| AR 0291            | 1968    | Nico e i Gabbiani                    | Nico ricordami/Serenata celeste                                                                         |
| AR 0293            | 1968    | Alessandra Casaccia                  | Un volo nella notte / Ragazzo ciao                                                                      |
| AR 0295            | 1968    | Ornella Vanoni                       | Sono triste/Io sono come sono                                                                           |
| AR 0297            | 1968    | Anna Identici                        | Sorri sorri sorridi/Più importante dell'amore                                                           |
| AR 0300            | 1968    | Bruno Lauzi                          | Poi sei venuta tu/L'altra                                                                               |
| AR 0301            | 1968    | Ornella Vanoni                       | Ninna nanna di Rosemary/E figurati se                                                                   |
| AR 0304            | 1969    | Anna Identici                        | Il treno/La gente vola                                                                                  |
| AR 0305            | 1969    | Alessandra Casaccia                  | Piccola piccola/Un volo nella notte                                                                     |
| AR 0306            | 1969    | Leonardo                             | Io che ho te/Quanto bene                                                                                |
| AR 0307            | 1969    | Rosanna Fratello                     | Il treno/La nostra città                                                                                |
| AR 0310            | 1969    | Mino Reitano                         | Daradan/Ho giocato a fare il povero                                                                     |
| AR 0311            | 1969    | Mino Reitano                         | Meglio una sera (piangere da solo)/Non aver nessuno da aspettare                                        |
| AR 0314            | 1969    | Rosanna Fratello                     | Lacrime nel mare/Dove finisce il mare                                                                   |
| AR 0315            | 1969    | Ornella Vanoni                       | Una ragione di più/Quando arrivi tù                                                                     |
| AR 0316            | 1969    | Alessandra Casaccia                  | Bocca taci/Adesso siamo pari                                                                            |
| AR 0322            | 1969    | Rodolfo Grieco                       | Nel giro di una notte/All'orizzonte                                                                     |
| AR 0324            | 1969    | Leonardo                             | Il sole nel cuore/La più vera                                                                           |
| AR 0325            | 1969    | Carmelo Pagano                       | Chi vede te/La notte del sì                                                                             |
| AR 0326            | 1969    | The Guitar Men                       | Greensleeves/Lettere d'amore                                                                            |
| AR 0329            | 1969    | Ornella Vanoni                       | Mi sono innamorata di te/Ritornerai                                                                     |
| AR 0330            | 1969    | Rosanna Fratello                     | Non sono Maddalena/La vita è rosa (La vie en rose)                                                      |
| AR 0340            | 1970    | Drupi e le Calamite                  | Che ti costa/Plenilunio d'agosto                                                                        |
| AR 0341            | 1970    | Claudio Rocchi                       | Indiscutibilmente/La televisione accesa                                                                 |
| AR 0342            | 1970    | Anna Identici                        | Taxi/Ho veduto la vita                                                                                  |
| AR 0355            | 1970    | Mino Reitano                         | 100 colpi alla tua porta/Questa voce non è mia                                                          |
| AR 0358            | 1970    | Bruno Lauzi                          | Ciao Dolly/L'altra                                                                                      |
| AR 0359            | 1970    | Tony Astarita                        | Ho nostalgia di te/Tu mi hai fatto innamorare                                                           |
| AR 0366            | 1970    | Anna Identici                        | Distrattamente/Core a core ma cu te                                                                     |
| AR 0369            | 1970    | Tony Astarita                        | 'A Madonna d''e rose/Distrattamente                                                                     |
| AR 0370            | 1970    | Sandro Ciotti / Ennio Morricone      | Cagliari bis / Tiger Rally (Visa To The Stars)                                                          |
| AR 0372            | 1970    | Giovanna                             | Cronaca nera/Un momento nella sera                                                                      |
| AR 0374            | 1970    | Tony Astarita                        | Tango del mare/Non bussare alla mia porta                                                               |
| AR 0376            | 1970    | The Guitar Men                       | Giochi proibiti/La canzone di Alamo                                                                     |
| AR 0377            | 1970    | Baby Star                            | Charlie Brown (Baby Star)/L'indianino                                                                   |
| AR 0390            | 1970    | Roberto Fia                          | La verità è che ti amo/Chimene                                                                          |
| AR 0441            | 1970    | Rosanna Fratello                     | Piango d'amore/La nostra città                                                                          |
| AR 0506            | 1971    | Claudio Rocchi                       | Cerchi/Grazie                                                                                           |
| AR 0501            | 1971    | Mark e Marta                         | I ragazzi come noi/Il giorno dopo                                                                       |
| AR 0510            | 1971    | Nuova Idea                           | La mia scelta/Non dire niente                                                                           |
| AR 0511            | 1971    | Mirageman                            | Hashish/Hypnosis                                                                                        |
| AR 0512            | 1971    | Anna Identici                        | L'uva fogarina/Sciur padrun dalle belle braghe bianche                                                  |
| AR 0517            | 1971    | Bruno Martino                        | Basta solo un momento/Il mondo si chiamava come te                                                      |
| AR 0518            | 1971    | Bruno Martino                        | Nel cuore della notte/Tracce di vento sul mare                                                          |
| AR 0521            | 1971    | Mario Barbaja                        | Il mondo di Giulietta/Il cammino                                                                        |
| AR 0522            | 1971    | Mario Barbaja                        | Argento/Il mio cammino                                                                                  |
| AR 0524            | 1971    | Giovanna                             | Sorge il sole/È venuta la notte, è venuto il mattino                                                    |
| AR 0527            | 1971    | Rosanna Fratello                     | Sono una donna, non sono una santa/Vitti 'na crozza                                                     |
| AR 0528            | 1971    | Ornella Vanoni                       | Il tempo d'impazzire/Variante                                                                           |
| AR 0534            | 1971    | Claudio Rocchi                       | Tutto quello che ho da dire/La realtà non esiste                                                        |
| AR 0538            | 1971    | Jack Palance                         | Santa Monica/Si può fare...amigo                                                                        |
| AR 0542            | 1972    | Giovanna                             | Perché perché/Tutto                                                                                     |
| AR 0543            | 1972    | Ilio e Dalbi                         | La commessa/Un telefono un numero                                                                       |
| AR 0545            | 1972    | Anna Identici                        | Se l'operaia non va in paradiso/Il fumo                                                                 |
| AR 0550            | 1971    | Mario Barbaja                        | Sono stato/Non dire mai                                                                                 |
| AR 0568            | 1972    | Roberto Callegaro                    | La legge della vita/Quanto eri bella, quanto eri pura                                                   |
| AR 0571            | 1972    | Gianni D'Errico                      | La vestaglia/Precipitando verso Dio                                                                     |
| AR 0579            | 1972    | Dino                                 | Che strano amore/Amanti                                                                                 |
| AR 0580            | 1973    | Ofelia                               | I tuoi vent'anni/Quattro piccoli soldati                                                                |
| AR 0585            | 1973    | Anna Identici                        | Mi son chiesta tante volte/Vangelo 2000                                                                 |
| AR 0587            | 1973    | Gilda Giuliani                       | Serena/Io corro da te                                                                                   |
| AR 0592            | 1973    | Dino                                 | Parla chiaro Teresa/L'isola bianca                                                                      |
| AR 0597            | 10-1973 | Gilda Giuliani                       | Tutto è facile/Quelle tue promesse                                                                      |
| AR 0598            | 10-1973 | Gargiulo                             | Per quattro soldi/Maria la bella                                                                        |
| AR 0603            | 1973    | Roberto Callegaro                    | Giochi/Il coraggio di tornare                                                                           |
| AR 0611            | 1973    | Gilda Giuliani                       | Amore amore immenso/Parigi a volte cosa fa                                                              |
| AR 0622            | 1974    | Nadia & Antonella                    | Un altro giorno/Cucciolo                                                                                |
| AR 0624            | 1974    | Gilda Giuliani                       | Senza titolo/Dio che tutto puoi                                                                         |
| AR 0627            | 1974    | Quartetto Cetra                      | Un brivido di musica/Il mangianote                                                                      |
| AR 0629            | 1974    | I Vianella                           | Volo di rondine/La mela                                                                                 |
| AR 0633            | 09-1974 | Gargiulo                             | Se questo fosse amore/Tua sorella                                                                       |
| AR 0634            | 1974    | Matia                                | La strada del perdono/Io, Matia                                                                         |
| AR 0636            | 1974    | Bruno Martino                        | Ma come mai stasera                                                                                     |
| AR 0642            | 1974    | Stefano Onofri                       | Signora/Festa in paese                                                                                  |
| AR 0643            | 1974    | Equipe 84                            | Risvegliarsi un mattino/Se c'è                                                                          |
| AR 0645            | 1974    | Claudio Rocchi                       | Il miele delle api/Adesso                                                                               |
| AR 0649            | 1974    | Gilda Giuliani                       | Si ricomincia/Doccia fredda                                                                             |
| AR 0650            | 1974    | Anna Identici                        | 40 giorni di libertà/Col cuore e con le mani                                                            |
| AR 0656            | 1974    | Gilda Giuliani                       | Più passa il tempo/Doccia fredda                                                                        |
| AR 0657            | 1974    | I Vianella                           | Noi nun moriremo mai/La vita de campagna                                                                |
| AR 00658           | 1974    | Luciano Beretta                      | El primm autografo/Chicchiricchì e coccodè                                                              |
| AR 00661           | 1975    | Milly                                | Scarpe nuove/Giovedì speciale                                                                           |
| AR 00669           | 1975    | Matia Bazar                          | Stasera... che sera!/Io, Matia                                                                          |
| AR 00674           | 06-1975 | Gargiulo                             | Ma che razza di amore/Se questo fosse amore                                                             |
| AR 00677           | 1975    | C & M                                | Just a friend/If I ask for you                                                                          |
| AR 00690           | 1975    | Gilda Giuliani                       | Parlerò di te/Fammi entrare nell'anima                                                                  |
| AR 00693           | 1975    | I Vianella                           | L'amici mia/Pazzi noi                                                                                   |
| AR 00697           | 1975    | I Vianella                           | Vestiti usciamo/Guarda                                                                                  |
| AR 00704           | 09-1975 | Antonella Bottazzi                   | In me due me/La prima volta                                                                             |
| AR 00705           | 09-1975 | Mario Barbaja                        | Super supermarket/Lady Drive in                                                                         |
| AR 00711           | 1975    | Franco Lionello                      | Nessuno al mondo/Diana                                                                                  |
| AR 00715           | 1975    | Gilda Giuliani                       | Amici miei/Vigliacco amore mio                                                                          |
| AR 00719           | 1975    | Equipe 84                            | Vai, amore vai/Signor playboy                                                                           |
| AR 00720           | 1975    | Matia Bazar                          | Per un'ora d'amore/Cavallo bianco                                                                       |
| AR 00736           | 1976    | Cesco Rinaldi                        | Eppure!/Non sono fatti miei                                                                             |
| AR 00742           | 1976    | Grani di Pepe                        | Un amore al mare/Cosetta                                                                                |
| AR 00743           | 1976    | Claudio Villa                        | Voglio una donna (Quiero)/Se non è amore                                                                |
| AR 00749           | 1976    | Pappy Mammy & Son                    | La salsa/Sciubi sciu a                                                                                  |
| AR 00752           | 1976    | Checco & Maggie's Magazine           | Mary Ann/Take It Easy My Son                                                                            |
| AR 00754           | 1976    | Matia Bazar                          | Che male fa/Un domani sempre pieno di te                                                                |
| AR 00770           | 1977    | Barnaba                              | Cover girl/Il mio topino                                                                                |
| AR 00772           | 1977    | Matia Bazar                          | Ma perché/Se                                                                                            |
| AR 00773           | 1977    | Arianna & Loretta                    | Pussy la balena buona/Looking For A Friend                                                              |
| AR 00785           | 1977    | Equipe 84                            | Opera d'amore/Anguilla rock                                                                             |
| AR 00786           | 1977    | Luna                                 | Hallo/Siliah era diversa                                                                                |
| AR 00793           | 1977    | Matia Bazar                          | Solo tu/Per un minuto e poi                                                                             |
| AR 00819           | 1978    | Matia Bazar                          | Mister Mandarino/Limericks                                                                              |
| AR 00820           | 1978    | Roberto Carrino                      | 'n' addore 'e castagne/Prigioniero                                                                      |
| AR 00823           | 1978    | Matia Bazar                          | ... E dirsi ciao/Ma che giornata strana                                                                 |
| AR 00825           | 1978    | Mismo                                | Superbeat/Superbeat parte 2                                                                             |
| AR 00830           | 1978    | Gianni Farè                          | Io per te/Bel colpo, Gianni                                                                             |
| AR 00831           | 1978    | Luna                                 | Iron fair/Stay here with me                                                                             |
| AR 00833           | 1978    | Dik Dik                              | Strani fili/Hard stuff                                                                                  |
| AR 00838           | 1978    | Matia Bazar                          | Tu semplicità/È così                                                                                    |
| AR 00840           | 1978    | Donatella Rettore                    | Eroe/L'aquila nera                                                                                      |
| AR 00847           | 1979    | Marinella                            | Autunno, cadono le Pagine Gialle/Datemi del sugo                                                        |
| AR 00852           | 1979    | Bruno Venturini                      | La tarantella/Tammurriata nera                                                                          |
| AR 00853           | 1979    | Matia Bazar                          | Raggio di luna/Però che bello                                                                           |
| AR 00855           | 1979    | Dik Dik                              | Sentimento/Dimenticare Venezia                                                                          |
| AR 00857           | 1979    | Donatella Rettore                    | Splendido splendente/Salvami                                                                            |
| AR 00870           | 1979    | Ora 3                                | Sentimentologia/Amore è                                                                                 |
| AR 00872           | 1979    | Veronica Pivetti                     | Danguard/Danguard al decimo pianeta                                                                     |
| AR 00875           | 1979    | Matia Bazar                          | C'è tutto un mondo intorno/Per amare cosa vuoi                                                          |
| AR 00878           | 1980    | Roberto Carrino                      | Vaffalà/Tutto passa                                                                                     |
| AR 00879           | 1980    | Francesco Magni                      | Voglio l'erba voglio/Jebel murra                                                                        |
| AR 00882           | 1980    | Marinella                            | Su con la vita!/Cosa avete da ridere                                                                    |
| AR 00884           | 1980    | Ediva                                | Chiama se puoi/Ci pensi, ci penso                                                                       |
| AR 00887           | 1980    | Dik Dik                              | Laser vivente/Dolce amara tu                                                                            |
| AR 00893           | 1980    | Donatella Rettore                    | Kobra/Delirio                                                                                           |
| AR 00896           | 1980    | Arianna e Loretta                    | Pussy la balena bianca/Nembo Kid                                                                        |
| AR 00897           | 1980    | Matia Bazar                          | Italian sinfonia/Non mi fermare                                                                         |
| AR 00901           | 1980    | Gli Argonauti                        | Star Blazers/Star Blazers Theme                                                                         |
| AR 00903           | 1980    | Dik Dik                              | Vuoto a rendere/Mammamadama                                                                             |
| AR 00905           | 1980    | Matia Bazar                          | Il tempo del sole/Mio bel Pierrot                                                                       |
| AR 00907           | 1980    | Giampaolo Daldello                   | La balena Giuseppina/Giuseppina non lasciarmi mai                                                       |
| AR 00908           | 1981    | Marinella                            | Ma chi te lo fa fare/Ciao, come spero di te                                                             |
| AR 00913           | 1981    | Donatella Rettore                    | Donatella/Clamoroso                                                                                     |
| AR 00918           | 1981    | Bruno Venturini                      | Grarelle 'e Positano/Sciummo                                                                            |
| AR 00919           | 1981    | Marinella                            | Il cammello/Maria butta la pasta                                                                        |
| AR 00923           | 1982    | Matia Bazar                          | Fantasia/Io ti voglio adesso                                                                            |
| AR 00934           | 1982    | Donatella Rettore                    | Lamette/Canta sempre                                                                                    |
| AR 00938           | 1982    | Donatella Rettore                    | This time/M'è scoppiata la testa                                                                        |
| AR 00940           | 1982    | Johnny Dorelli                       | Dio c'è/Dio c'è (strumentale)                                                                           |
| AR 00943           | 1983    | Matia Bazar                          | Vacanze romane/Palestina                                                                                |
| AR 00950           | 1983    | Giorgio Conte                        | La domenica è arrivata/Oltremare                                                                        |
| AR 00954           | 1984    | Fiorella Mannoia                     | Come si cambia/Fai piano                                                                                |
| AR 00955           | 1984    | Canton                               | Sonnambulismo/Piccole maschere                                                                          |
| AR 00958           | 1984    | Matia Bazar                          | Aristocratica/Milady                                                                                    |
| AR 00960           | 1984    | Bertín Osborne                       | Notte d'estate/Cavaliere in libertà                                                                     |
| AR 00961           | 1984    | Fiorella Mannoia                     | Ogni volta che vedo il mare/Chiara                                                                      |
| AR 00963           | 1985    | Matia Bazar                          | Souvenir/Sulla scia                                                                                     |
| AR 00964           | 1985    | Fiorella Mannoia                     | L'aiuola/Canto e vivo                                                                                   |
| AR 00969           | 1985    | Matia Bazar                          | Ti sento/Fiumi di parole                                                                                |